# 福桂树科
福桂树科（学名：Fouquieriaceae）也叫福桂花科、刺树科，只有一属共11种，都是生长在沙漠环境的植物，具有肉质茎，有刺，叶生长在刺上面。本科植物和仙人掌科植物没有亲缘关系，茎比后者细，叶比后者大。
本科植物都是原生于墨西哥北部和美国接壤地带的干旱山坡区域。1981年的克朗奎斯特分类法将其列入堇菜目，1998年根据基因亲缘关系分类的APG 分类法将其划入杜鹃花目。

## 福桂树属各种
- Fouquieria burragei Rose
- 柱状福桂树（观峰玉） Fouquieria columnaris (Kellog) Kellog ex Curran
- 亚当福桂树 Fouquieria diguetii (Tiegh.) I.M.Johnst.
- 簇生福桂树 Fouquieria fasciculata Nash
- 美丽福桂树 Fouquieria formosa Kunth
- 短刺福桂樹 Fouquieria leonilae Miranda
- 墨西哥福桂树 Fouquieria macdougalii Nash
- 彩皮福桂樹 Fouquieria ochoterenae Miranda
- 白花福桂树 Fouquieria purpusii Brandegee
- 石膏福桂樹 Fouquieria shrevei I.M.Johnst.
- 福桂树（蜡烛木） Fouquieria splendens Engelm.